# Шервуд, Владимир Иосифович
Влади́мир Ио́сифович (О́сипович) Ше́рвуд (18 [30] августа 1832 — 9 [21] июля 1897) — русский архитектор, идеолог и практик эклектического «русского стиля», один из основных московских зодчих пореформенной эпохи, живописец по образованию, скульптор и художественный теоретик; отец братьев Сергея, Владимира и Леонида Шервудов. Автор проектов здания Исторического музея на Красной площади (1875–1881) и памятника-часовни героям Плевенской осады (1887). Академик (с 1872) и почётный вольный общник (с 1882) Императорской Академии художеств.

## Биография

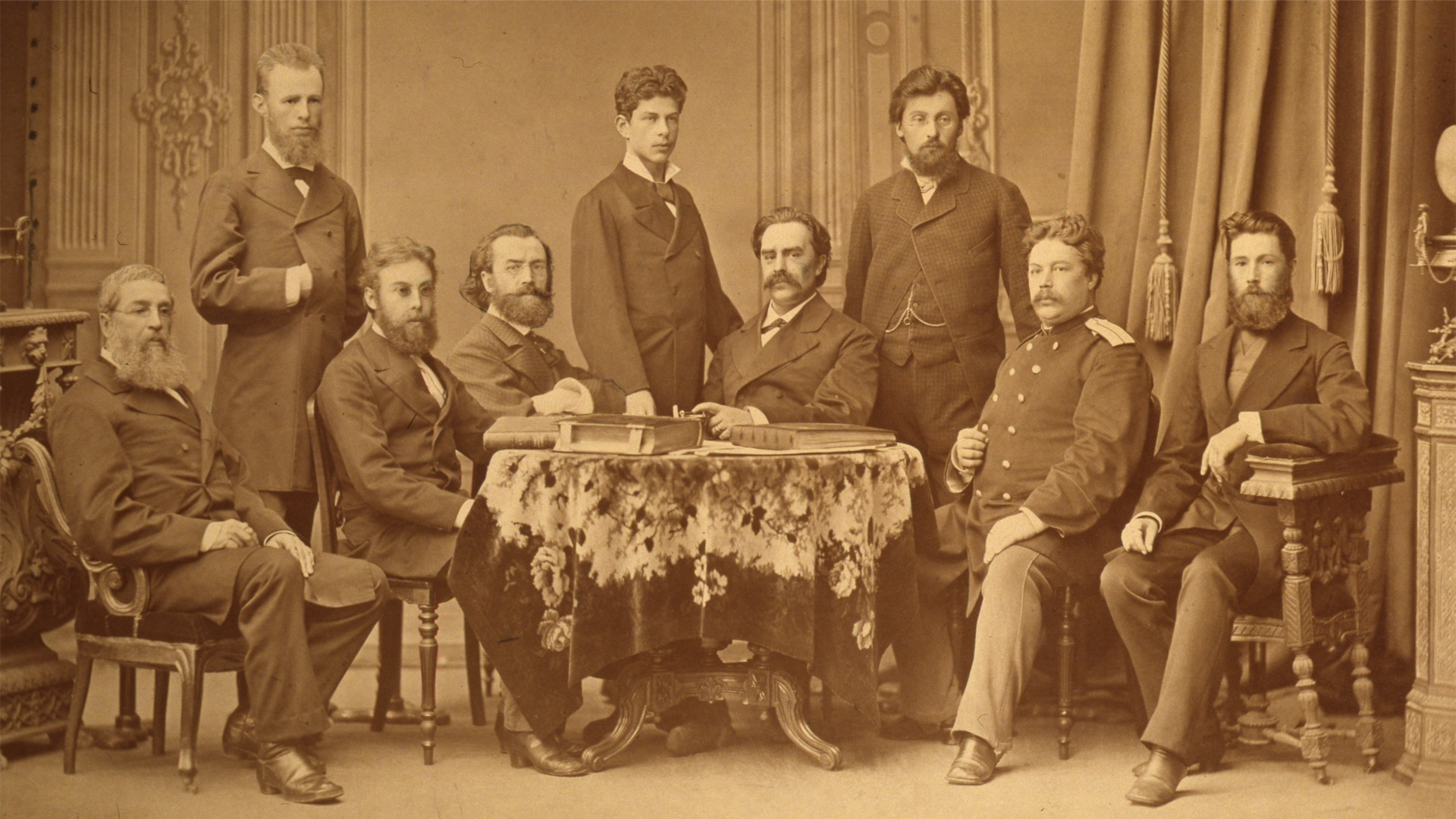
Участники основания Исторического музея в Москве (4-й слева В. Шервуд). 1875—1878 гг.

Родился в селе Истлеево Елатомского уезда Тамбовской губернии, где его отец Иосиф Васильевич (Джозеф) Шервуд владел суконной фабрикой. Отец был «искусным инженером-технологом, приглашённым в Россию для устройства водных путей, соединяющих Балтийское и Каспийское моря». Дед по отцу, английский механик Вильям (Василий), в 1800 году приехал на работу в Санкт-Петербург, — на Александровскую мануфактуру, управляющим которой был А. Я. Вильсон, и навсегда остался в России.
Дед по матери, Елизавете Николаевне — Николай Степанович Кошелевский, выпускник Императорской Академии художеств, архитектор и инженер, прадед Степан Михайлович Кошелевский — значковый товарищ Войска Малороссийского. В источниках встречаются два варианта отчества, но сам архитектор признавал, исходя из его небольшой переписки, отчество Осипович.
В 1838 году остался сиротой и сначала воспитывался у тёти (сестры матери, Д. Н. Кошелевской), жившей в Москве, а затем — в Московском сиротском межевом училище (1840—1848), где в числе предметов преподавалась архитектура (П. П. Зыковым). В 1848—1849 годах занимался в архитектурной школе при Московской дворцовой конторе; затем в Московском училище живописи, ваяния и зодчества, которое окончил в 1857 году, со званием свободного художника пейзажной живописи.
Летом 1861 года Шервуд, по приглашению инженера Джона Чарльза Диккенсона, на пять лет уехал в Англию, — писать семейный портрет Диккенсонов. В Англии он сделал большое количество портретов, пейзажей, «делал попытки создания архитектурных проектов». Вернувшись в Россию Шервуд продолжал заниматься портретной живописью; им были написаны портреты: Н. Х. Кетчера, Ф. И. Тютчева, И. Е. Забелина, С. М. Соловьёва, В. И. Герье, Д. И. Иловайского, Ф. Е. Корша, Б. Н. Чичерина. В 1868 году за картину «Беседа Христа с Никодимом» Академия художеств присвоила Шервуду звание классного художника третьей степени; в следующем году, за представленные на выставку портреты — художника первой степени; в 1872 — академика живописи.
Заинтересовался скульптурой и изучением древнерусского зодчества. В 1873 году В. О. Шервуду поручили составление предварительного проекта здания Исторического музея на основе разработанной, специально созданной для устройства музея комиссией, программы. Для постройки музея Московская городская дума в апреле 1874 года уступила землю на северной стороне Красной площади Москвы, на которой ранее находилось здание земского приказа где она планировала постройку думского здания. Согласно конкурсному заданию, здание музея должно было быть выдержано в формах русской архитектуры XVI века, чтобы его облик органично соответствовал сложившемуся к тому времени архитектурному ансамблю Красной площади. После рассмотрения предварительного проекта в июле 1874 года, объявлен «общий конкурс», на который было представлено семь проектов. В мае 1875 года первой премии был удостоен проект В. О. Шервуда и инженера А. А. Семёнова.
Когда в 1880 году встал вопрос о новом проекте памятника героям Плевны, И. Е. Забелин предложил кандидатуру В. О. Шервуда. Установка памятника планировалась на кургане Копаная Могила под Плевной, и в объяснительной записке к первоначальному проекту часовни Шервуд указывал: «так как людные пункты и дороги отстоят от места сооружения на значительное расстояние, то необходимо придать памятнику приличную высоту (10 саж<еней>)». По этому проекту памятник представлял собой часовню высотой более 20 метров с четырьмя скульптурными группами. В 1882 году Шервуд составил второй вариант, в котором уменьшил размеры памятника и заменил скульптурные группы на горельефы. В 1887 году, в связи с последствиями болгарского кризиса 1885 года, было принято решение установить законченный памятник в Лубянском сквере Москвы.
На Всероссийской выставке 1882 года была отмечена премией скульптура В. О. Шервуда «Боян», готовившаяся для Исторического музея.
В 1897 году В. О. Шервуд создал памятник хирургу Н. И. Пирогову, который был установлен 3 августа перед зданием нынешней хирургической клиники академии имени И. М. Сеченова на Большой Пироговской улице. В. О. Шервуд не дожил до открытия этого памятника; он умер 9 июля 1897 года. Похоронен на Старом Донском кладбище.

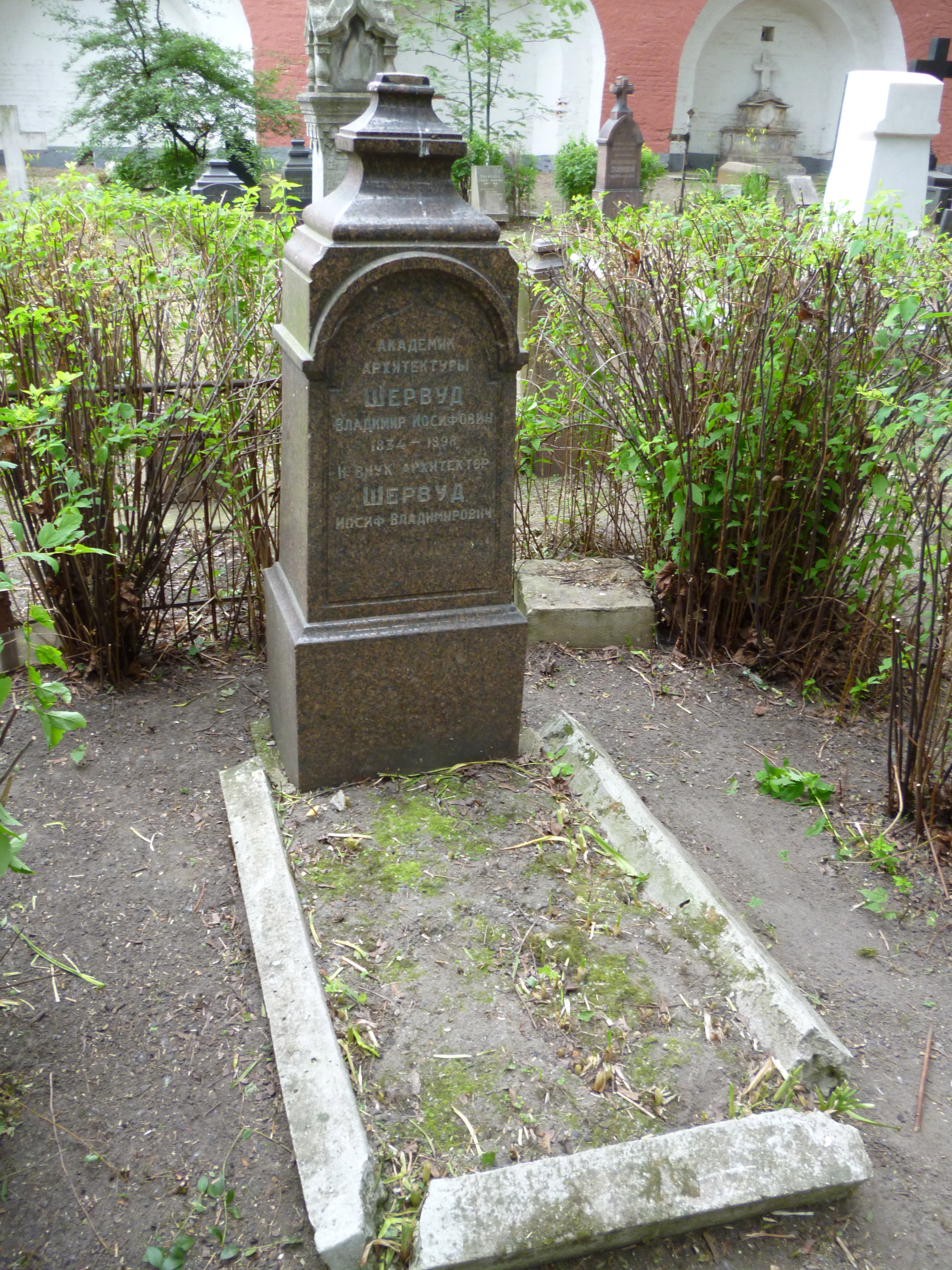
Могила В. И. Шервуда

В 1895 году была опубликована его работа «Опыт исследования законов искусства. Живопись, архитектура и орнаментика».
Имел награды: орден Святой Анны 2-й степени (1883).

## Семья
Жена: Лидия Даниловна Шумахер (1834, Кейданяй − 1904, Москва)
Дети:
- Ольга (1855–1939)[12], художница-график, с 1883 года была замужем за адвокатом и земским деятелем Андреем Фаворским, её сын — знаменитый ксилограф Владимир Фаворский;
- Сергей (1858—1899), архитектор;
- Владимир (1867—1930), архитектор;
- Леонид (1871—1954), скульптор;
- Надежда — была замужем за Андреем Викентьевичем Адольфом, который был директором 5-й московской гимназии; их сын — искусствовед Викентий Андреевич Адольф[13];
- Вера, в замужестве Бромлей;
- Лидия, в замужестве Ганешина;
- Борис (род. 1868), преподаватель мужской гимназии Останкино-Мариинского общества[14];
- Алексей (1869—1919), фельдшер[14].

## Работы
- Здание Императорского Российского Исторического Музея на Красной площади в Москве (совместно с А. А. Семёновым) (1875—1881)
- Здания городского водопровода в Шуе (1883)[15];
- Памятник-часовня «Гренадерам — героям Плевны» (совместно с А. И. Ляшкиным) (1887, площадь Ильинские ворота). Церковное название: часовня Иконы Божией Матери Знамение и Александра Невского.
- Памятник хирургу Н. И. Пирогову (1897, Большая Пироговская улица)
- Памятник императору Александру II в Самаре (1881; открыт в 1889, демонтирован между 1918 и 1927; обсуждается проект восстановления[16])
- Памятник императору Александру II в Казани (1892, открыт в 1895, демонтирован в 1918)
- Портреты: А. В. Станкевича, А. И. Герье, Б. Н. Чичерина, А. Ф. Кологривовой, Н. X. Кетчера, И. Е. Забелина, М. Ф. Корша, П. И. Золотарева, А. И. Кошелева, Ю. Ф. Самарина, А. А. Врето, обер-гофмаршала Нарышкина, московского генерал-губернатора князя В. А. Долгорукова, И. А. Кононова, П. И. Губонина, М. С. Губониной, Д. И. Иловайскаго, Муромцевой, В. Я. Гоппера, Мак-Гиля[17], Н. Н. Тютчева[18], В. О. Ключевского[19], автопортрет.
- Скульптура: бюсты С. М. Соловьева, Н. X. Кетчера, И. А. Кононова, фигура Баяна[18]
- Надгробный памятник-распятие на могиле М. М. Богословского (отчима известного историка) в некрополе Донского монастыря, рядом с могилой самого Владимира Осиповича Шервуда.

### Галерея

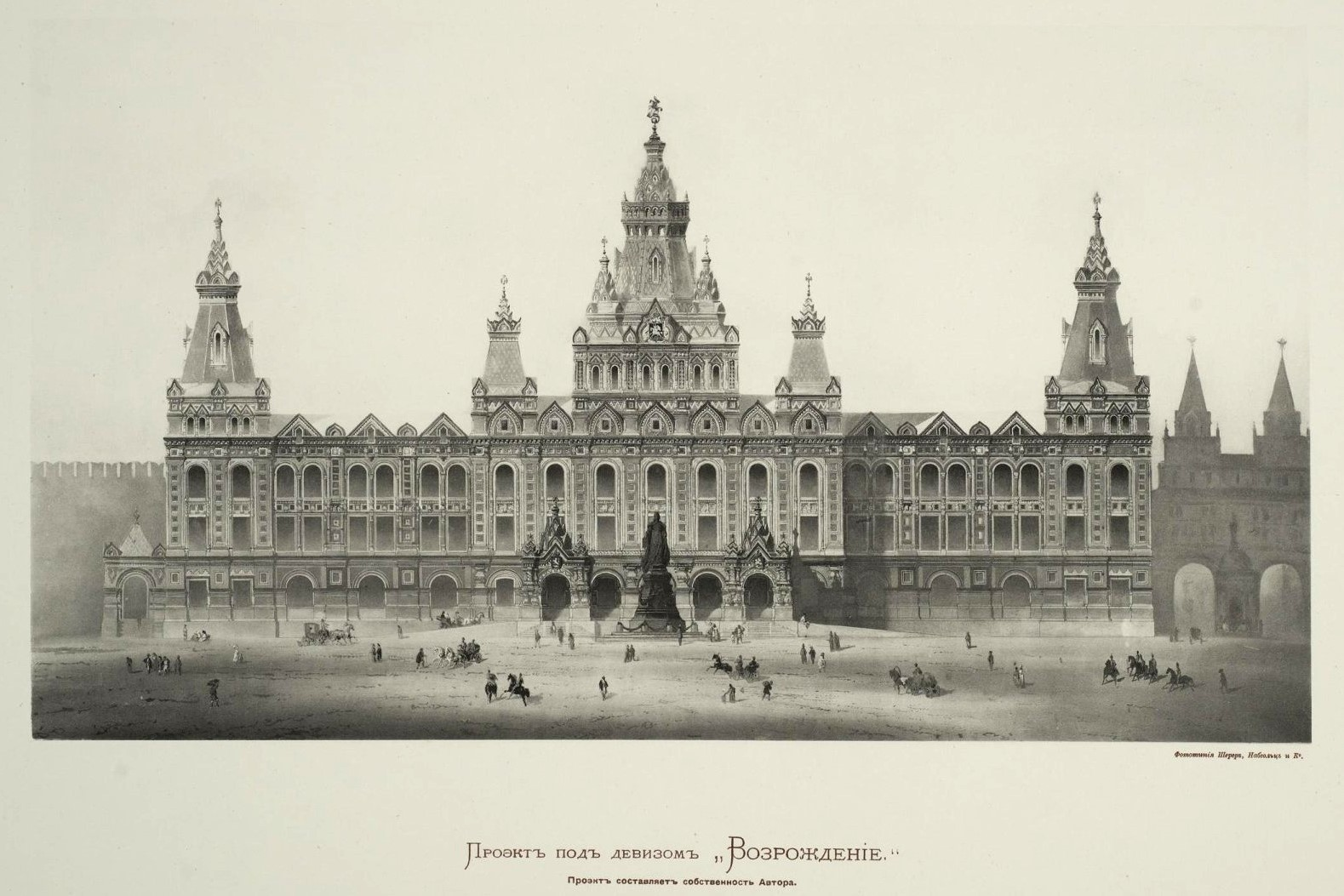
Конкурсный проект Московской Городской Думы на Воскресенской пл. Рис. 1888–1889 гг.
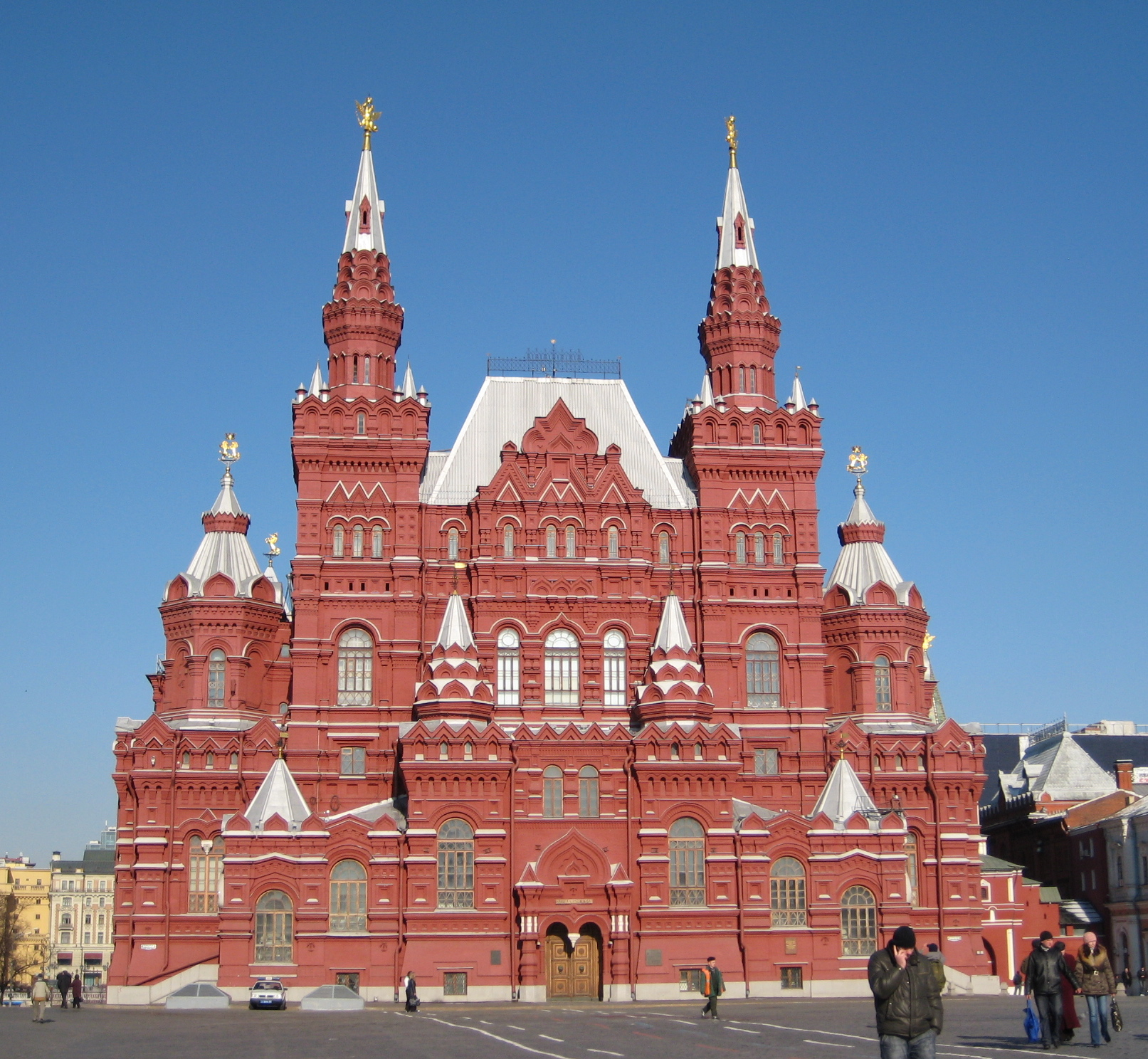
Здание Исторического музея (1875—1883)
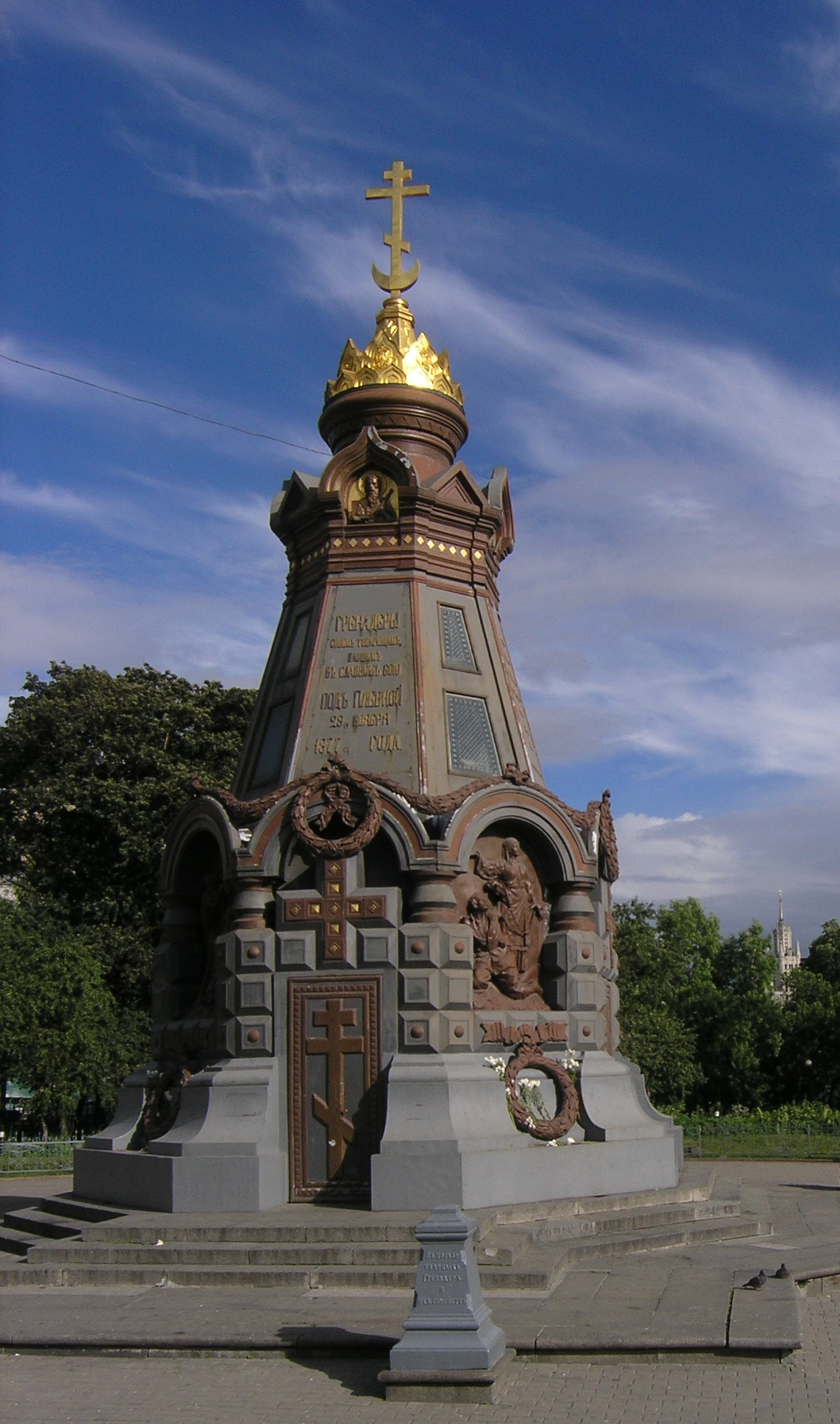
Памятник-часовня «Гренадерам — героям Плевны»
Памятник Н. И. Пирогову (1897)
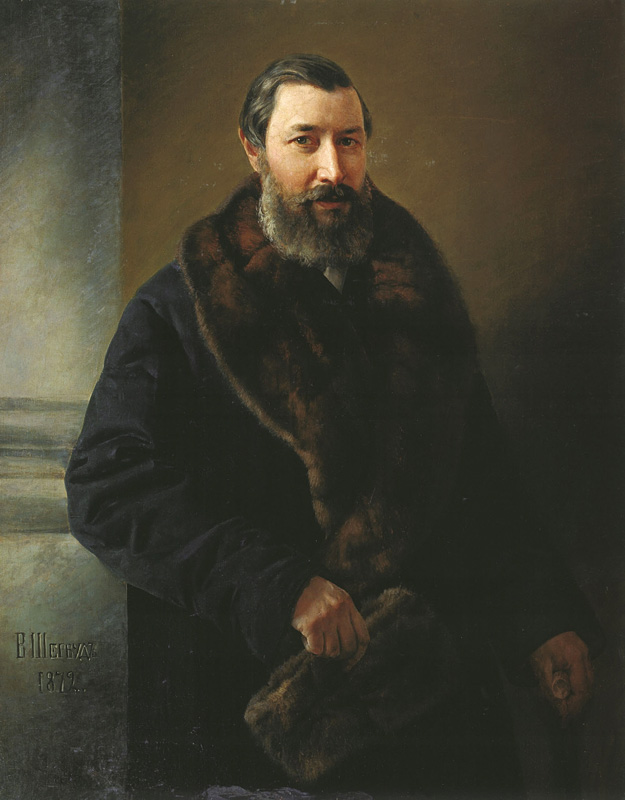
Портрет Ю. Ф. Самарина (1872)
Портрет Б. Н. Чичерина (1869)

## Публикации текстов
- Шервуд В. О. Воспоминания // Московский журнал. — М., 1996. — № 1.